# Alexia

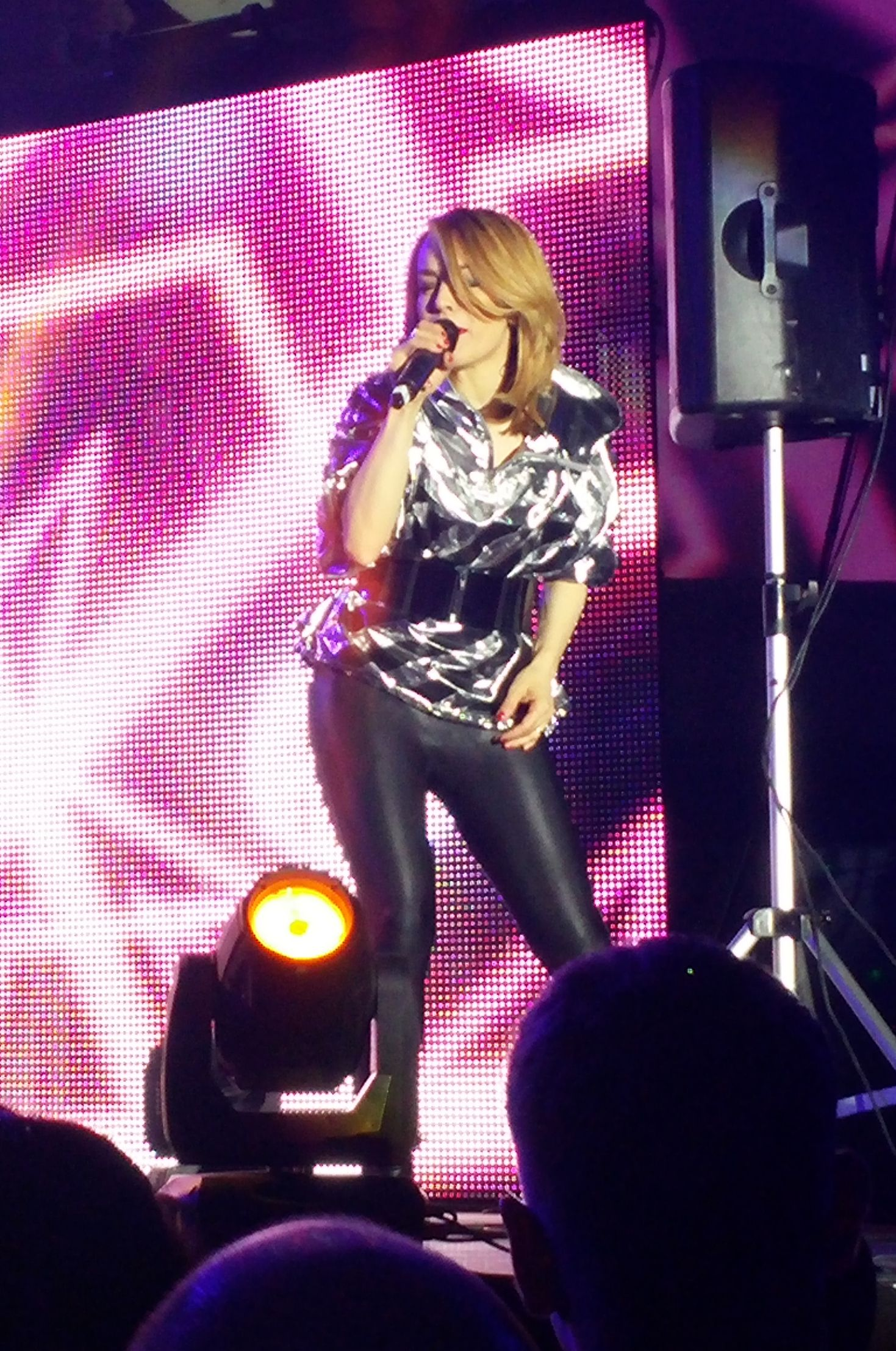
Alexia (2015).

Alexia är en italiensk sångerska, född Alessia Aquilani den 19 maj 1967 i La Spezia i Italien.
Alexia anlitades av producenten Robyx som vokalist på flera av hans eurodanceprojektet under tidigt 1990-tal, exempel under namnet Alexia Cooper med låtarna "Boy"(1989), "Gotta be Mine" (1991) och "Let You Go" (1992). Digilove - "Give You Love" (1993) och "Let The Night Take The Blame". Cybernetica - "I wanna be with you". Fourteen 14 med "Goodbye" och "Don't Leave Me". Alexia sjöng också med på gruppen Double You's låtar "Please Dont Go" och "Part Time Lover" vilka också var en av Robyx eurodance projekt. Hon sjöng med på Ice MCs skiva Ice'n'Green med de stora hitsen Think about the way och It's a rainy day. Under slutet av 90-talet hade hon en framgångsrik karriär som internationell soloartist med låtar som "Oh, La la la", "Me and You", "Summer Is Crazy", "Number One" m.m.

## Diskografi

### Album
- Fan Club (1997)
- The Party (1998)
- Remix Album '98 (1998)
- Happy (1999)
- The Hits (2000)
- Mad For Music (2001)
- Alexia (2001), släpptes i både en italiensk och en engelsk version.
- Il Cuore A Modo Mio (2003)